# 道の駅かぞわたらせ
道の駅かぞわたらせ（みちのえき かぞわたらせ）は、埼玉県加須市にある埼玉県道9号佐野古河線の道の駅である。
2004年（平成16年）、北埼玉郡北川辺町に「道の駅きたかわべ」として開駅した。2020年（令和2年）4月1日、名称が「道の駅かぞわたらせ」に変更となった。

## 施設
避難所 になっている藤畑地区スーパー堤防 上にあり、スポーツ遊学館にてヨットやカヌー、自転車をレンタルでき、渡良瀬遊水地にて楽しめる。また、展望デッキがある。
- スポーツ遊学館
  - 開設時間 9:00 - 17:00
- 物産販売施設「いな穂」
  - 開設時間 10:00 - 17:00（10月 - 3月）10:00 - 18:00（4月 - 9月）
- レストラン
  - 開設時間 11:00 - 15:00
- トイレ
  - 男：6
  - 女：6
  - 身障者：1
- 駐車場
  - 大型：22
  - 普通：33
  - 身障者：3
- 2023年8月5日には、当所に加須市内を放送エリアとするコミュニティ放送局『FMわたらせ』が開局した。[4]

## アクセス
- 埼玉県道9号佐野古河線
- 国道354号
- 埼玉県道・群馬県道369号麦倉川俣停車場線
- 東武日光線 柳生駅

### 路線バス
構内に道の駅かぞわたらせバス停留所があり、ふれあいバス藤岡線が発着する。ただし、土・日・祝日は運休となる。
| 乗り場             | 系統   | 主要経由地                                                                           | 行先                     | 運行事業者   | 備考     |
| ------------------ | ------ | ------------------------------------------------------------------------------------ | ------------------------ | ------------ | -------- |
| 道の駅かぞわたらせ | 藤岡線 | 藤岡駅・藤岡総合支所・道の駅みかも・新大平下駅・大平下駅・カインズモール・栃木駅南口 | ヨークベニマル栃木祝町店 | ふれあいバス | 平日運行 |

## 周辺
- 栃木・群馬・埼玉の三県境 - 南東へ400メートル離れた位置。
- 渡良瀬遊水地
  - 谷中湖